# Atril

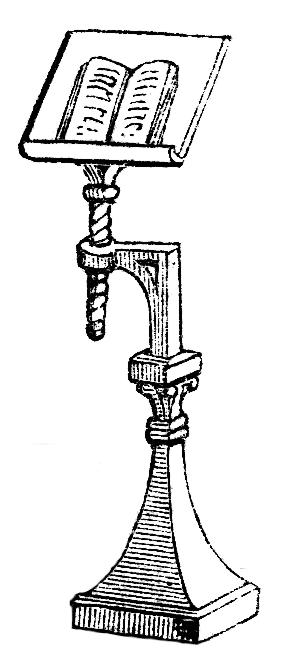
Atril

Um atril ou leitoril é uma pequena estante, disposta em plano inclinado onde se coloca um livro aberto, para se poder ler de pé. Se for de grandes dimensões, designa-se por facistol, caso em que tem quatro lados que giram sobre um pé elevado.

## Nas igrejas
Nas igrejas cristãs costuma ser usado para a leitura da bíblia. Os antigos atris apresentam frequentemente a forma de videiras sobre o dorso de uma águia de metal ou outra figura equivalente. O uso de atris junto ao altar começou no final do século XIV, pois antes desta data o lecionário era colocado sobre uma pequena almofada, mais ou menos adornada. Até ao século IX exerciam este ofício as mãos dos acólitos, tanto para o missal como para os dípticos e outros objetos. Também chamado de ambão ou mesa da Palavra.

## Na música

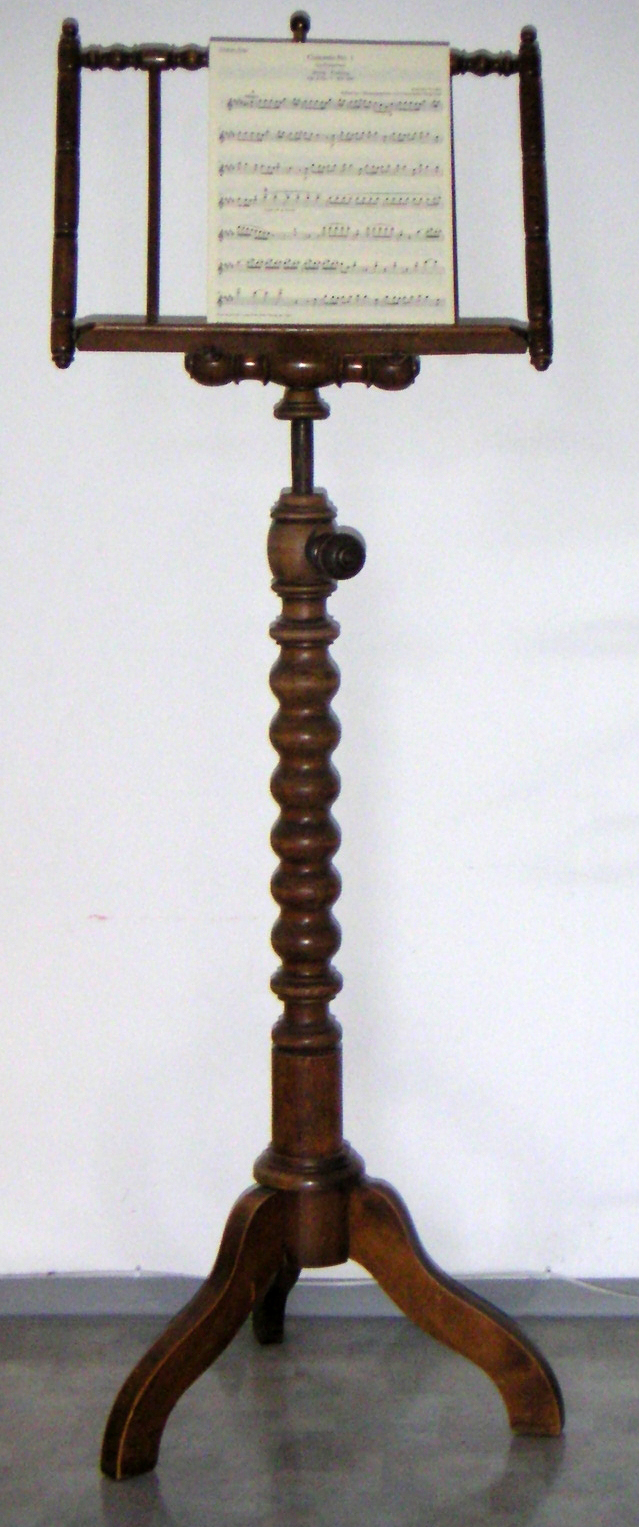
Atril ou estante musical

O atril é a estante onde os maestros e os intérpretes (instrumentistas ou cantores) assentam as partituras.